# 菲利佩·戈麥斯
菲利佩·戈麥斯（英語：Filipe Gomes，1997年4月7日—）是馬拉威游泳運動員。他參加了2020年夏季奧林匹克運動會和2024年夏季奥林匹克运动会男子50米自由泳比赛。

## 外部連結
- 菲利佩·戈麥斯在FINA（英语）
- 菲利佩·戈麥斯在Olympedia（英语）